# 阿富汗LGBT權益
阿富汗伊斯兰共和国的LGBT社群遭受法律困境。 阿富汗宪法确立了伊斯兰教法作为所有其他法律、政策和規定的母法，允许国家以宗教為理由禁止LGBT。国家的宗教性质和缺乏大眾宣導限制了任何公开讨论的机会，任何有關同性戀的話題都被视为禁忌。 LGBTQ+社群的成员因害怕受到骚扰、恐吓、迫害和被殺而被迫隱瞞性别认同和性取向。 
1976年的刑法在2001年美國入侵后恢复，2017年又被新的《刑法典》取代，其中列出並禁止某些涉及性傾向的活動，於2018年2月14日生效，对LGBTQ+社群产生巨大影响。

## 同性性行为合法性

### 阿富汗伊斯兰共和国

#### 刑法
2001年美國在阿富汗展開軍事行動後，1976年的刑法被恢复，其中有几项条款與LGBT人士有關。
- 第398条——对私下名誉杀人的处罚较轻，包含家人因其配偶或亲属通奸、亂倫或同性恋而殺人的狀況。
- 第427条——对通奸和孌童處以长期监禁，但其他"非自然法性行為"也會被歸類為後者，即使對方是成年人，仍然會受到處罰。如果被害人未满18岁、被告較被害人有權勢、多次犯罪、导致疾病传播，則刑罰的上限會更高，如果涉及“侵犯榮譽”，還會有額外的處罰。
- 第512条规定，以令人反感的方式进行公开“观看”者，处以监禁或者罚款。

本刑法已被新的2018年刑法取代。 

#### 伊斯兰教法
因為伊斯蘭教法是阿富汗法律的母法，所以當有人以伊斯兰教法的名義指控LGBT人士時，罪名和處罰甚至可能超出刑法規定的範圍。以伊斯兰教法為名義的私刑較有可能发生在偏鄉，某些民間勢力试图惩罚任何不遵守严格伊斯兰道德的人。
在城市，涉及同性戀的人通常會被判入狱。2004年，阿富汗政府的一名美国顾问因与一名阿富汗男子发生同性戀而被捕入獄。其他新闻报道也指出，有其他男子因同性性行为而入獄。 

### 有爭議的勢力

#### 基地组织
基地组织在其控制的地區實行嚴格的伊斯蘭教法。合法伊斯兰婚姻之外的所有性行为都是非法的，最高刑罚是死刑。

#### 塔利班
当塔利班在1990年代控制这个国家时，他们将异性婚姻以外的所有性关系定为犯罪，经常公开处决通姦者以及有過同性性行為的男人和女人。 
1994年，塔利班最高领导人毛拉奥马尔在坎大哈營救了一个險些被性侵的男孩，後來当奧馬爾获得坎大哈的控制权时，他將所有非自然法性行為都定为死罪，不管雙方是否同意。 

## 承认同性关系
《阿富汗婚姻法》（1971）规定，合法婚姻必须在两个异性穆斯林成年人之间进行，并且符合伊斯兰教法的规定。 虽然法律没有明确处理同性伴侣的问题，但《婚姻法》第41条规定，法律不足之處应根据伊斯兰教法的原则来處理，因此阿富汗家庭法不承认同性之間的婚姻、民事结合或成家。《阿富汗婚姻、婚礼和割礼法》（1949 年）同樣将婚姻限定在穆斯林男女之间，并规定婚姻必须遵守伊斯兰教法。

## 反歧視
阿富汗沒有阻止歧視性取向或性别认同的法律。阿富汗米拉特黨（Afghan Millat Party）在回应外国询问时表示，他們“支持国际社会力抗愛滋病，但所有伟大的宗教都反对同性恋和同性婚姻。”
没有政党或利益集团公開支持LGBT权利。阿富汗法律目前禁止政党、利益集团或社團宣扬任何"违背伊斯兰道德"的东西。如果不修改法律，则不太可能允许倡导LGBT权利的政治或社会组织存在并宣传其观点。

## 社会風氣
阿富汗人99%以上是穆斯林，由于传统觀念，大眾視同性恋和異裝為禁忌及不雅。
在公开讨论时，同性恋往往被連結到卖淫和恋童癖，大眾對性別意識和性傾向認知不足。2011年，阿富汗新闻记者采访了车上有LGBT骄傲标志的男子，发现这些男子不了解彩虹旗和贴纸的含义，认为这只是西方的另一种时尚，并开始迅速撕除避免被视为LGBT人士或LGBT权利的支持者。 
美国海军陆战队部署人员操作文化手册（2009年5月）指出，“在阿富汗农村，同性恋行为相对普遍，但却是禁忌，因为正常性能量没有其他渠道。（原文如此） " 
2012年，阿富汗美国大学前政治学教授內馬特·沙達特（Nemat Sadat）舉辦了一场LGBT活动，于2013年8月22日成为第一位公开出柜的人并發動为性别自由和性解放的運動，被視為打破長久以來的禁忌。 

### 孌童
民兵成员通常无法接触女性，因此他們有時會綁架男孩。 有些男孩为成年男性的性奴，无论他们的性取向如何。
此行為在波斯语中被稱為童戲（bacha bazi） 。贫窮和嚴格限制男女交往的社会禁忌可能造成它們在大都市中興盛起來。法律已經禁止阿富汗士兵與他們的＂ashna＂住在一起。 
2007年，有报道称童戲在阿富汗北部部分地区仍然盛行，有十几岁的男孩穿着女装，被迫参加舞蹈比赛和發生性行为。 

### HIV－爱滋病
2003年之前，很少或根本没有愛滋病宣導或治疗。截至2008年，官方公布的愛滋病毒感染者人数为504人，但怀疑实际数字更高，可能达数千人。 识字率低、基础设施薄弱和传统的社会习俗使全面的公衛教育政策难以实施。
目前大部分預防愛滋的资源都集中在打击毒瘾上，一小部分用於性產業。 据报道，少數關於性教育的計畫大多集中在守貞教育。 
2009年，第一家HIV-AIDS治疗中心在喀布尔开设。對抗HIV，只依靠药物治療的成效有限，但预防措施往往与根深蒂固的禁忌相冲突。 地方和宗教领袖正在被努力遊說，希望他们能够使更多的公共教育合法化。 
相關的法律，阿富汗刑法第373条规定，因意外传播“危险疾病”者应处以罚款，但如果該疾病导致他人死亡或永久残疾，其處罰等同過失致死。

### 审查制度
阿富汗新闻法法令（2002 年）第32条禁止出版物“煽动堕落”，《阿富汗邮政法》（1973 年）第 27(D) 条禁止郵寄“有悖于公共礼仪和道德”的材料，第430条规定，成年人宣扬或协助未成年人（18岁）参与通奸、同性恋或卖淫行为者，应视为“教唆犯罪”。法律可以以此限制宣传LGBT权利、討論性取向和性别认同问题的一般刊物發行。
2009年，一位名叫哈米德·扎赫爾（Hamid Zaher）的阿富汗人出版了他的回忆录，题为《It Is Your Enemy Who Is Dock-Tailed》（暫譯：斷尾的敵人） 。在这本书中，扎赫爾谈到了在阿富汗长大的同性恋，以及他最终因為歧視不得不离开自己的国家。由于回忆录涉及同性恋，并批评恐懼同性戀，因此无法在阿富汗境内發行，扎赫尔的家人也不再與他連絡。

## 人权报告

### 2017年美国国务院报告
2017年，美国国务院关于阿富汗LGBT权利状况的报告：
- 「对残疾人和少数民族的歧视以及基于种族、宗教、性别和性取向的歧视持续存在，几乎没有制度可以问责。” [20]
- 基于性取向和性别认同的暴力、歧视和其他虐待行为：
「法律将双方同意的同性性行为定为刑事犯罪，并且有報導指出（LGBT 人士）受到社会和警察骚扰以及暴力相向。法律不禁止基于性取向或性别认同的歧视或骚扰。同性恋被广泛视为禁忌和不雅。LGBTI人士无法获得某些医疗服务，并且可能会因性取向被解雇。致力于保护LGBTI自由的组织仍然处于地下，因为他们无法在政府合法登记。LGBTI社群的成员报告说，他们一直面临安全部队和整个社会的歧视、攻击、強暴和逮捕。” [20]

## 汇总表
| 項目                                             | 惩罚     |
| 同性性行为合法性                                 | （死刑） |
| 承諾年齡可發生性關係的法定年齡一致               | －       |
| 適用就業方面的反歧視法律                         | 無       |
| 適用商品和服务提供方面的反歧视法律               | 無       |
| 所有其他领域的反歧视法（包括间接歧视、仇恨言论） | 無       |
| 承認同性婚姻                                     | 不承認   |
| 承认同性間的伴侣關係                             | 不承認   |
| 同性伴侣可繼親收養                               | 無法     |
| 同性伴侣可共同收养                               | 無法     |
| LGBT人士參軍                                     | 無法     |
| 改变法定性别的权利                               | 無法     |
| 女同性恋伴侶可以進行试管婴儿                     | 無法     |
| 男同性恋伴侣可以商业代孕                         | 無法     |
| 允許男男性行為者捐血                             | －       |